# Park So-dam
Park So-dam (hangul: 박소담; hanja: Bak So-dam; rr: Pak So-tam; nascida em 8 de setembro de 1991) é uma atriz sul-coreana. Park começou sua carreira de atriz em filmes independentes. Ganhou notoriedade em 2015 depois de fazer uma forte impressão com suas performances em The Silenced e The Priests, para o qual recebeu múltiplas nomeações de Melhor Nova Atriz e uma vitória no Busan Film Critics Awards. Em 2016, assumiu o papel principal na série de televisão da KBS2,  A Beautiful Mind.

## Filmografia

### Filmes
| Ano  | Título                                  | Papel                      | Notas          |
| ---- | --------------------------------------- | -------------------------- | -------------- |
| 2013 | No More No Less                         | Estudante                  | Curta-metragem |
| 2013 | Steel Cold Winter                       | Ji-yeon                    |                |
| 2013 | Ingtoogi: The Battle of Internet Trolls | Yeon-hee                   |                |
| 2013 | Death Theatre                           | Estudnte                   | Curta-metragem |
| 2014 | The Legacy                              | Eun-seon                   |                |
| 2014 | One on One                              | Garota de entrega de café  |                |
| 2014 | Scarlet Innocence                       | Amigo de Chung-ee no clube |                |
| 2014 | The Youth                               | Yeon-joo                   |                |
| 2014 | Playgirl                                | Desconhecido               |                |
| 2014 | Suzi                                    | Suzi                       | Curta-metragem |
| 2014 | Inevitable                              | Lee Mi-young               | Curta-metragem |
| 2014 | The Royal Tailor                        | Yoo-wol                    |                |
| 2015 | C'est Si Bon                            | Estudante 1                |                |
| 2015 | The Silenced                            | Hong Yeon-deok             |                |
| 2015 | Veteran                                 | "a mais nova"              |                |
| 2015 | The Throne                              | Lady Moon                  |                |
| 2015 | The Priests                             | Lee Young-shin             |                |
| 2015 | Snow Paths                              | Maria                      |                |
| 2015 | The Vampire Lives Next Door             | Na-mi                      | Curta-metragem |
| 2016 | Run Off                                 | Lee Ji-hye                 | Cameo          |
| 2017 | The Underdog                            | Bamyi                      | Dublagem       |
| 2019 | Parasite                                | Kim Ki-Jung                |                |
| 2022 | Special Delivery                        | Jang Eun-ha                |                |

### Televisão
| Ano  | Título                      | Papel           | Notas           |
| ---- | --------------------------- | --------------- | --------------- |
| 2015 | Drama Special "Red Moon"    | Princesa Hwawan |                 |
| 2015 | Because It's The First Time | Han Song-yi     | Papel Principal |
| 2016 | A Beautiful Mind            | Gye Jin-sung    | Papel Principal |
| 2016 | Cinderella and Four Knights | Eun Ha-won      | Papel Principal |
| 2020 | Passarela de Sonhos         | Ahn Jeong-ha    | Papel Principal |

### Teatro
| Ano  | Título    | Papel |
| ---- | --------- | ----- |
| 2016 | Let Me In | Eli   |
| 2016 | Closer    | Alice |

## Prêmios e indicações
| Ano  | Prêmio                                          | Categoria                       | Trabalho nomeado            | Resultado |
| ---- | ----------------------------------------------- | ------------------------------- | --------------------------- | --------- |
| 2015 | Buil Film Awards                                | Best New Actress                | The Silenced                | Indicado  |
| 2015 | Grand Bell Awards                               | Best New Actress                | The Silenced                | Indicado  |
| 2015 | Blue Dragon Film Awards                         | Best New Actress                | The Silenced                | Indicado  |
| 2015 | Women in Film Korea Awards                      | Best New Actress                | The Priests                 | Venceu    |
| 2015 | Busan Film Critics Awards                       | Best New Actress                | The Silenced                | Venceu    |
| 2015 | One Night Surprise Awards                       | To Be The Queen of Cannes Award | —                           | Venceu    |
| 2015 | The Korea Film Actors Association Awards        | Popularity Award                | The Priests                 | Venceu    |
| 2016 | Korea Film Reporters Association Awards (KOFRA) | Best New Actress                | The Priests                 | Venceu    |
| 2016 | Max Movie Awards                                | Best Female Newcomer            | The Priests                 | Venceu    |
| 2016 | Max Movie Awards                                | Rising Star Awards              | —                           | Venceu    |
| 2016 | Asian Film Awards                               | Best Supporting Actress         | The Priests                 | Indicado  |
| 2016 | Chunsa Film Art Awards                          | Best Rookie Actress             | The Priests                 | Venceu    |
| 2016 | Baeksang Arts Awards                            | Best New Actress (Film)         | The Priests                 | Venceu    |
| 2016 | Baeksang Arts Awards                            | Best New Actress (TV)           | Because It's The First Time | Indicado  |
| 2016 | APAN Star Awards                                | Best New Actress                | Cinderella and Four Knights | Indicado  |
| 2016 | Buil Film Awards                                | Best New Actress                | The Priests                 | Indicado  |
| 2016 | Buil Film Awards                                | Best Supporting Actress         | The Priests                 | Venceu    |
| 2016 | Blue Dragon Film Awards                         | Best Supporting Actress         | The Priests                 | Venceu    |
| 2016 | Korean Film Producers Association Awards        | Best Supporting Actress         | The Priests                 | Venceu    |
| 2016 | KBS Drama Awards                                | Best New Actress                | A Beautiful Mind            | Indicado  |
| 2020 | SAG Awards                                      | Melhor Elenco em Cinema         | Parasite                    | Venceu    |
| 2020 | Critics' Choice Movie Awards                    | Melhor Elenco                   | Parasite                    | Indicado  |